# Le cerf-volant
Le cerf-volant (en árabe, Tayyara men wara - طيّارة من ورق) es una película dramática libanesa de 2003 del director Randa Chahal Sabag. Cuenta la historia de una niña libanesa de quince años, de una comunidad drusa, que se ve obligada a casarse con su prima al otro lado de la frontera israelí, pero se enamora de un soldado israelí. Le Cerf-volant fue la película de mayor éxito comercial y crítico de Sabag, y la última; ella murió en 2008. La película fue la presentación oficial de Líbano para el Premio de la Academia a la Mejor Película en Lengua Extranjera en la 76.ª edición de los Premios de la Academia. Aunque nunca recibió un estreno en cines en los Estados Unidos, la película fue lanzada en DVD en 2009 por First Run Features.

## Argumento
Le cerf-volant se desarrolla en un pueblo llamado Deir Mimas sobre la frontera de los territorios preocupados en el sur del Líbano (ocupado por Israel). La niña libanesa de 16 años Lamia (Flavia Bechara) vive con su familia en el pueblo. Su familia había prometido casarla con su primo Samy (Edmond Haddad), que vive en el lado israelí. La madre de Lamia, Amira (Randa Asmar), estaba abatida y no estaba dispuesta a despedir a su hija porque eso significaba que Lamia nunca podría regresar debido a la tensa situación política en la frontera.
Lamia también es completamente reacia a aceptar el matrimonio porque nunca lo ha visto ni lo ama. Ella es simplemente una joven adolescente ingenua que no tiene idea sobre el matrimonio. De igual forma, Samy tampoco estaba muy interesado en casarse con su prima; sin embargo, accedió al matrimonio porque pensó que ayudaría a Lamia a escapar de su aldea.
Para llevar a cabo la boda, dado que hay tierra de nadie entre el lado del Líbano y el lado de Israel, se comunican entre sí a través de megáfonos y solo pueden verse a través de binoculares. Antes del matrimonio, Lamia tuvo que obtener un pase de las autoridades para cruzar la frontera. El día de la boda, todo el pueblo se reúne en las puertas fronterizas para presenciar el envío de Lamia al otro lado de la frontera. En el lado israelí, la gente ondea una bandera blanca como señal de inicio. Lamia abraza a su familia y emprende su largo camino hacia la frontera israelí con su majestuoso vestido de novia y un solitario ramo. Ella sigue mirando hacia atrás, sabiendo que es posible que nunca regrese.
Mientras tanto, la película revela que un soldado israelí, Youssef (Maher Bsaibes), destinado en la frontera, está enamorado de Lamia. Después de que Lamia llega a vivir a la casa de Samy, apenas come, ni duerme ni habla; esto continúa durante 20 días. Más tarde, durante una discusión con su marido, Lamia le dice que ama a otra persona, que resulta ser Youssef. La familia de Samy se frustra con Lamia y la lleva a la frontera para que pueda hablar con su madre. Lamia recibe binoculares, pero en lugar de mirar a su madre, se gira para mirar a Youssef e intercambia sonrisas con él. Ambas familias echan humo por esto y le quitan los binoculares.
Debido a su continuo comportamiento desagradable, Lamia se vuelve indeseable en la casa de Samy y se ve obligada a regresar. Samy le advierte a Lamia que nadie más la querría si él se divorcia de ella y ella estaría sola para siempre. Lamia se enfrenta a un gran dilema porque no quiere estar con su marido pero tampoco quiere volver (por culpa de Youssef).
Desafortunadamente, Lamia regresa a Deir Mimas, para su total decepción y la del soldado. Se convierte en objeto de insultos en su pueblo natal, lo que se ve cuando el dueño de una tienda no acepta dinero de ella, llamándolo "dinero de la deshonra".
El final de la película se ha dejado deliberadamente vago y abierto a la interpretación. Parece una escena onírica o surrealista en la que Lamia cruza mágicamente la valla de la frontera y finalmente consigue estar con Youssef.

## Recepción
Le cerf-volant fue el mayor éxito comercial y de crítica de Sabag, con críticas generalmente positivas. Nitrate Online la describió como una historia de "vida y amor en medio del conflicto" con un "atractivo refrescante y original que cruza algunas barreras formidables", mientras que Strictly Film School la calificó como una película "conmovedora, humorística y exquisitamente realizada". Menos de un año después de la muerte de Sabag, cuando la película salió en DVD, Michael Atkinson la describió en IFC.com como una película "tragicomedia" y "absurda", y escribió que el tono del director era "amable y generoso", excepto por una sola escena que involucra el descubrimiento de un feto abortado que describió como "de mal gusto". Atkinson agregó que Sabag consideró los puntos de vista de cada personaje de la película, incluso el de los oficiales israelíes.
Cuando Sabag ganó el León de Plata, el Daily Star de Beirut calificó la ocasión como "un triunfo para el cine libanés". The World Press Review describió este tipo de recepción como "una desviación radical de la prensa hostil que recibió una vez el controvertido cineasta (Sabag)".
Cineuropa dijo que a pesar de que el tema de la historia es trágico, Sabag trató de abordarlo con ironía y logró "triunfar en la vida, el amor y la imaginación" al final. Tanto los críticos masculinos como femeninos en el blog de cine francés L'Oil sur L'Ecran le dieron 4 de 5 estrellas, y uno de ellos señaló que la película recordaba a la película Divine Intervention de Elia Suleiman de 2002.

## Premios
- Global Lens (Global Film Initiative), Nueva York, 2008[7]
- Premio de la banda Sonore, Bastia, 2004
- Premio de TV5, Bélgica, 2004
- León de Plata, Gran Premio del Jurado, Festival de Cine de Venecia, 2003
- Prix de la Lanterne Magique, Festival de Cine de Venecia, 2003
- Prix de la paix- Gillo Pontecorvo, Festival de Cine de Venecia, 2003
- Premio internacional de la música y el cine, Auxerre, 2003